# أليسون هاركورت
أليسون هاركورت (بالإنجليزية: Alison Harcourt)‏ هي إحصائية ورياضياتية أسترالية، ولدت في 24 نوفمبر 1929 في كولاك في أستراليا.